# Окна-Сібіулуй
Окна-Сібіулуй (рум. Ocna Sibiului) — місто у повіті Сібіу в Румунії. Адміністративно місту також підпорядковане село Топирча (населення 219 осіб, 2002 рік).
Місто розташоване на відстані 225 км на північний захід від Бухареста, 11 км на північний захід від Сібіу, 106 км на південь від Клуж-Напоки, 122 км на захід від Брашова.

## Населення
За даними перепису населення 2002 року у місті проживали 4102 особи.
Національний склад населення міста:
| Національність | Кількість осіб | Відсоток |
| -------------- | -------------- | -------- |
| румуни         | 3623           | 88,3%    |
| угорці         | 404            | 9,8%     |
| цигани         | 60             | 1,5%     |
| німці          | 12             | 0,3%     |
| євреї          | 3              | 0,1%     |

Рідною мовою назвали:
| Мова      | Кількість осіб | Відсоток |
| --------- | -------------- | -------- |
| румунська | 3692           | 90,0%    |
| угорська  | 398            | 9,7%     |
| німецька  | 12             | 0,3%     |

Склад населення міста за віросповіданням:
| Релігія                                       | Кількість осіб | Відсоток |
| --------------------------------------------- | -------------- | -------- |
| православні                                   | 3597           | 87,7%    |
| реформати                                     | 338            | 8,2%     |
| римо-католики                                 | 73             | 1,8%     |
| бретрени                                      | 35             | 0,9%     |
| п'ятдесятники                                 | 20             | 0,5%     |
| баптисти                                      | 13             | 0,3%     |
| лютерани (Синодально-пресвітеріанська церква) | 10             | 0,2%     |
| греко-католики                                | 6              | 0,1%     |
| лютерани (Аугсбурзького сповідання)           | 4              | 0,1%     |
| адвентисти                                    | 3              | 0,1%     |
| лютерани                                      | 1              | < 0,1%   |

## Зовнішні посилання
- Дані про місто Окна-Сібіулуй на сайті Ghidul Primăriilor [Архівовано 4 червня 2010 у Wayback Machine.]